# انقلاب کوبا
انقلاب کوبا (به اسپانیایی: Revolución cubana)، نقطه سرآغازش جنبش۲۶ ژوئیه بود. جنبش۲۶ ژوئیه، سازمانی بود که رهبری آن به عهده فیدل کاسترو بود و در سرنگونی فولخنسیو باتیستا، دیکتاتور کوبا در سال ۱۹۵۹ اصلی‌ترین نقش را ایفا کرد که در دو جبهه روستایی و شهری با باتیستا به مقابله برخاست.

## ریشه‌ تاریخی جنبش 26 ژوئیه
این جنبش نام خود را از واقعه حمله نافرجام به پادگان مونکادا در شهر سانتیاگو در کوبا در ۲۶ ژوئیه ۱۹۵۳ گرفته‌است. حمله به پادگان مونکادا با فرماندهی فیدل کاسترو به منظور سرنگونی فلوخنسیو باتیستا، دیکتاتور وقت کوبا انجام گرفت.
در این حمله گروهی از جوانان نیز مشارکت داشتند. این حمله اگرچه نافرجام ماند اما آغازگر جنبش ۲۶ ژوئیه شد که در سال ۱۹۵۵ و با مشارکت ۸۲ تبعیدی از جمله فیدل کاسترو، برادرش رائول کاسترو، کامیلو سینفوئگوس و چه گوارا مجدداً در مکزیک سازماندهی شد.

## ۲۶ ژوئیه در انقلاب کوبا
در اواخر سال ۱۹۵۶ این ۸۲ مرد تبعیدی، سوار بر قایق تفریحی شده و بندر توکسپان در ایالت ورزاکروز، مکزیک را ترک کردند. آن‌ها در ۲ دسامبر ۱۹۵۶ برای قیام علیه باتیستا، مجدداً پا بر خاک کوبا گذاشتند اما علائم اولیه نویدگر آینده‌ای خوش نبود، زیرا تبعیدیان در روز روشن پا به خشکی گذاشتند و توسط نیروی هوایی ارتش کوبا مورد حمله قرار گرفتند.
اغلب تبعیدیان در این حمله جان خود را از دست دادند. پس از حمله گروه دوپاره شد و اعضا، دو روز سرگردان بود، تبعیدیان بیشتر آذوقه‌ای را که همراه خود آورده بودند نیز در ساحل رها کردند، در نهایت ۱۶ نفر از اعضای این گروه توانستند در کوه‌های سیرا مائسترا گرد هم آیند. در کوهای سیرا مائسترا، تبعیدیان مجدداً به نیروهای ارتش کوبا برخوردند.
در جریان نبرد سیرا مائسترا، چه گوارا از ناحیه گردن و سینه مورد اصابت گلوله قرار گرفت اما جراحت شدیدی برنداشت. چه گوارا که در اصل پزشک بود به مجروح بودن خود توجهی نکرد و پس از نبرد به مداوای دیگر مجروحان پرداخت. نبرد سیرا مائسترا اولین مرحله نبرد انقلابیون بود. انقلاب کوبا دو سال بعد و طی نبردهای متعدد دیگری در ژانویه ۱۹۵۹، به پیروزی رسید.

## پس از سال ۱۹۵۹
در سال ۱۹۶۵ جنبش ۲۶ ژوئیه با نهضت‌های انقلابی دیگر در قالب یک حکومت کمونیستی به رهبری فیدل کاسترو، دبیرکل حزب کمونیست کوبا ادغام شد. پرچم جنبش ۲۶ ژوئیه اما همچنان به عنوان نماد انقلاب کوبا حفظ شده‌است.